# Червоний Кут (Христинівський район)
Червоний Кут — колишнє селище в Христинівському районі Черкаської області. Підпорядковувалося Заячківській сільській раді.

## Історія
Перебувало у складі Тернівського району Гайсинської (1923—1925), Уманської (1925—1930) округ та Христинівського району Київської (до 1954 року) та Черкаської (з 1954 року) областей.
У 1925–1928 поблизу селища проведено археологічні розкопки на чолі з Мечиславом Якимовичем. Артефакти, знайдені в ході досліджень, зберігаються в Уманському краєзнавчому музеї.
У 1977 році знято з обліку в зв'язку з переселенням мешканців.